# Sakawa (Kōchi)
Sakawa (jap. 佐川町 -chō) ist mit gut 10.000 Einwohnern eine von 17 Kleinstädten in der Präfektur Kōchi in Japan.

## Geographie

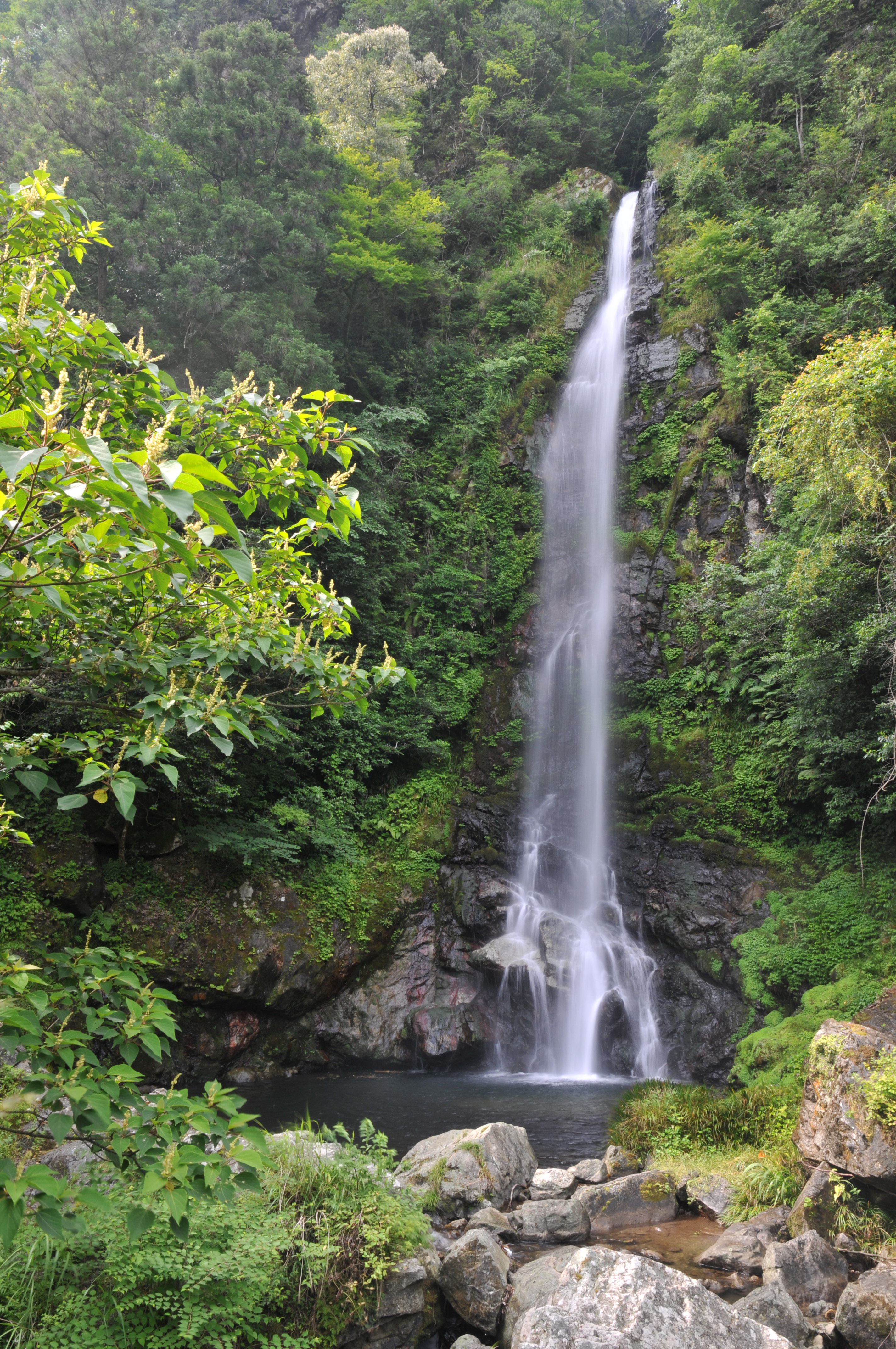
Ōtaru-Wasserfall

Sakawa liegt im zentralen Westen der Präfektur etwa 25 Kilometer westlich ihres Verwaltungssitzes Kōchi auf der Insel Shikoku. Der Ort liegt in einem Talkessel am Yanase, einem Nebenfluss des Niyodo-gawa.

### Umgebung
Die nächsten Städte sind Tosa 10 Kilometer östlich und Susaki ebensoweit südlich. Knapp 5 Kilometer westlich von Sakawa befindet sich der Ōtaru-Wasserfall, kurz vor Tosa der Pilgertempel Kiyotaki-ji.

## Geschichte
Das Sakawa-Becken zeigt in Ausgrabungen seltene Fossilien und Nachweise von menschlichen Ansiedlungen bereits vor über 10.000 Jahren etwa durch Ruinen in der Höhle Fudoga Iwaya.
Aufgrund der Ausgrabung des Kamatata-Geländes wird angenommen, dass der Reisanbau des auch heute überwiegend landwirtschaftlich geprägten Ortes in der Yayoi-Zeit begann.
Während der Edo-Zeit gedieh Sakawa als Burgstadt des Tosa-Clans.
Mit der Durchsetzung des kommunalen Systems wird das Dorf Sagawa 1889 zur Gemeinde und 1900 zur Stadt, in die zwischen 1954 und 1958 weitere umliegende Dörfer eingemeindet wurden.

## Städtepartnerschaften
Sakawa unterhält seit 1988 eine Gemeindepartnerschaft mit Kitami auf Hokkaidō, .

## Persönlichkeiten
- Makino Tomitarō (1862–1957), Botaniker
- Bandō Masako (1958–2014), Schriftstellerin
- Satoshi Yamaguchi (* 1978), Fußballspieler